# 山本要
山本 要（やまもと かなめ、1941年3月20日 - ）は、日本の政治家。北海道樺戸郡浦臼町出身。北海道月形高等学校卒業。元北海道樺戸郡浦臼町長（1988年-2008年）。

## 経歴
浦臼町農民協議会副会長や浦臼町議会議員を経て、1988年（昭和63年）に浦臼町長選挙に出馬し当選。以後、5期20年町政を担う。
1991年（平成3年）ウラウス・リゾート開発公社への不正融資疑惑で話題となった。この後、同町の再開発事業を手掛けた。

## 著書
『ふりーたいむ』（空知新聞社、2008年）